# Maryam Khatoon Molkara

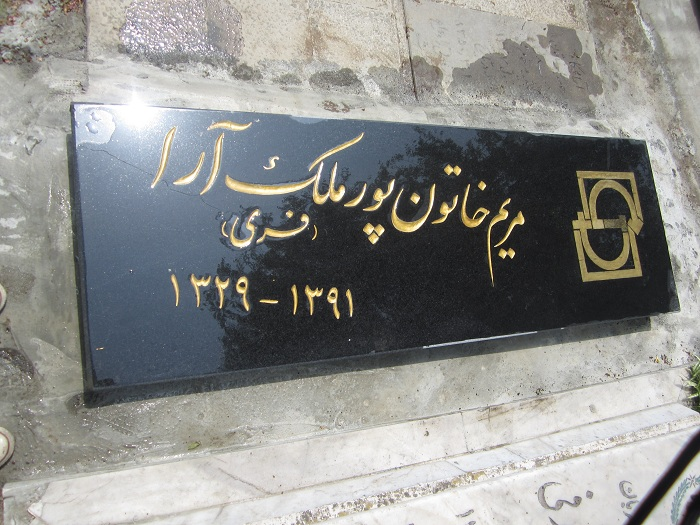
Grab Molkaras

Maryam Khatoon Molkara (persisch مریم خاتون ملک‌آرا Mariam Chatun Molk ara; geboren 1950 als Fereydoon Molkara in Abkenar; gestorben 25. März 2012 in Teheran) war eine Aktivistin für die Rechte von Transsexuellen im Iran. Bei ihrer Geburt dem männlichen Geschlecht zugewiesen, war sie später maßgeblich dafür verantwortlich, dass eine Fatwa erlassen wurde, die geschlechtsangleichende Operationen legalisierte.
Bereits 1975 schrieb Molkara erstmals Briefe an den Ajatollah Chomeini, damals im Exil im Irak, um über religiöse Hilfestellung rund um ihre Trans-Identität zu fragen. 1978 reiste sie nach Paris, wo Chomeini lebte, um bei ihm Bewusstsein für Trans-Rechte zu schaffen. Nach der Islamischen Revolution wurde sie aus ihrem Job beim iranischen Fernsehen entlassen, ihr wurden zwangsweise männliche Hormone injiziert und sie wurde in eine psychiatrische Einrichtung eingewiesen. Wegen guter Kontakte zu religiösen Gelehrten, darunter Akbar Haschemi Rafsandschani, wurde sie wieder entlassen.
Molkara setzte sich daraufhin stark dafür ein, die Möglichkeit zu haben, eine geschlechtsangleichende Operation im Iran zu erhalten. Sie konfrontierte Chomeini in seinem Anwesen in Nord-Teheran: In Anzug und mit einem Koran in der Hand wurde sie von Sicherheitsangestellten Chomeinis aufgehalten und geschlagen, bis Chomeinis Bruder Hassan Pasandide eingriff. Sie erhielt dann die Möglichkeit, mit Chomeini zu sprechen und überzeugte ihn mit ihrer Geschichte, geschlechtsangleichende Operationen zu legalisieren. Er stellte 1986 eine Fatwa dafür aus. In den folgenden Jahren setzte Molkara sich dafür ein, die passenden medizinischen Eingriffe in iranischen Krankenhäusern zu etablieren. Gleichzeitig versuchte sie andere Transsexuelle von der Möglichkeit der geschlechtsangleichenden Operation zu überzeugen. Sie selbst schloss die Operation 1997 in Thailand ab, weil sie mit der Qualität der Operation in iranischen Krankenhäusern unzufrieden war.
2007 begründete und leitete sie die Iranische Gesellschaft zur Unterstützung von Individuen mit Geschlechtsidentitätsstörung (انجمن حمایت از بیماران مبتلا به اختلالات هویت جنسی ایران), die erste offiziell registrierte Organisation für Transgender-Rechte im Iran.